# Abrasax
Abrasax – czwarty album zespołu De Mono, wydany w 1994 roku.
Album uzyskał certyfikat platynowej płyty.

## Lista utworów
1. Abrasax
2. Zaklęci w tańcu (tytuł tego utworu w książeczce do kompaktu i na samym krążku jest zapisany jako Zaklęci w tańcu do końca świata)[3].
3. Niebo pełne gwiazd
4. Czerwonego wina moc
5. Świat się kręci
6. Ta sama historia
7. Kamień i aksamit
8. Dwa proste słowa
9. Ciągle czekam
10. Kolejny dzień
11. Ogień i woda
12. Ostatni list

## Twórcy
- Muzyka: Marek Kościkiewicz, Andrzej Krzywy, Robert Chojnacki
- Teksty: Marek Kościkiewicz

### Wykonawcy
- Marek Kościkiewicz – gitary, wokal
- Andrzej Krzywy – wokal, gitara
- Piotr Kubiaczyk – gitara basowa
- Dariusz Krupicz – perkusja
- Robert Chojnacki – saksofon

### Gościnnie
- Anita Lipnicka – wokal
- Bogdan Kowalewski – gitara basowa
- Marek Hojda – instrumenty klawiszowe, wokal
- Piotr Korzeniowski – trąbka
- Grzegorz Rydka – saksofon tenorowy